# Volker Koerdt
Volker Koerdt (* 1. Oktober 1954) ist ein deutscher Motorjournalist und war bis September 2020 Chefredakteur der Auto Zeitung.
Koerdt war nach einem Studium der Germanistik und Geographie an der Albert-Ludwigs-Universität Freiburg zunächst freier Mitarbeiter bei SWF1 und der Badischen Zeitung. Im Anschluss an ein Volontariat bei der Motor Presse Stuttgart wurde er Redakteur bei Motorrad, dann Chefredakteur von PS und von moped – Die junge Motorradzeitschrift.
Von 1999 bis 2002 war Koerdt Chefredakteur der Zeitschriften Audio stereoplay, autohifi und Connect.
Volker Koerdt wechselte 2002 zur Bauer Media Group und wurde Chefredakteur der Auto Zeitung. Er trat damit die Nachfolge von Günter Wiechmann an.
Im Jahr 2010 übernahm er zudem die Verlagsleitung.